# Natação no Campeonato Europeu de Esportes Aquáticos de 2016 - 4x200 m livre feminino
A prova do revezamento 4x200 metros livre feminino da natação no Campeonato Europeu de Esportes Aquáticos de 2016 ocorreu no dia 19 de maio em Londres, no Reino Unido. 

## Calendário
| Fase          | Data       | Hora  |
| ------------- | ---------- | ----- |
| Eliminatórias | 22 de maio | 11:32 |
| Final         | 22 de maio | 19:45 |

Todos os horários estão no horário local (UTC+0)

## Recordes
Antes desta competição, os recordes eram os seguintes:
| Recorde mundial       | China       | 7:42.08 | Roma   | 30 de julho de 2009  |
| Recorde europeu       | Reino Unido | 7:45.51 | Roma   | 30 de julho de 2009  |
| Recorde do campeonato | Itália      | 7:50.53 | Berlim | 21 de agosto de 2014 |

## Medalhistas
| Ouro                                                                             | Prata                                                                                 | Bronze                                                                              |
| Hungria · Zsuzsanna Jakabos · Evelyn Verrasztó · Boglárka Kapás · Katinka Hosszú | Espanha · Melani Costa · Patricia Castro · Fatima Gallardo Carapeto · Mireia Belmonte | Países Baixos · Andrea Kneppers · Esmee Vermeulen · Robin Neumann · Femke Heemskerk |

## Resultados

### Eliminatórias
Esses foram os resultados das eliminatórias. 
| Pos. | Bateria | Raia | Nacionalidade | Nadadoras | Tempo   | Notas |     |
| ---- | ------- | ---- | ------------- | --- | ------- | ----- | --- |
| 1    | 1       | 5    | Espanha       | Patricia Castro (1:58.61) Fatima Gallardo Carapeto (1:59.15) Melani Costa (1:58.44) Africa Zamorano Sanz (2:01.00) | 7:57.20 | Q     |     |
| 2    | 1       | 3    | Hungria       | Evelyn Verrasztó (1:58.55) Boglárka Kapás (2:01.18) Ajna Késely (1:58.96) Zsuzsanna Jakabos (1:59.25)              | 7:57.94 | Q     |     |
| 3    | 1       | 6    | Países Baixos | Andrea Kneppers (2:00.53) Esmee Vermeulen (1:58.55) Marrit Steenbergen (1:59.98) Robin Neumann (1:59.43)           | 7:58.49 | Q     |     |
| 4    | 2       | 2    | Itália        | Stefania Pirozzi (2:00.80) Martina De Memme (2:00.43) Erica Musso (1:59.24) Alice Mizzau (1:59.05)                 | 7:59.52 | Q     |     |
| 5    | 2       | 6    | Reino Unido   | Georgia Coates (2:00.10) Camilla Hattersley (1:59.57) Ellie Faulkner (2:00.68) Hannah Miley (1:59.38)              | 7:59.73 | Q     |     |
| 6    | 1       | 2    | Eslovênia     | Janja Šegel (1:59.94) Tjasa Pintar (2:00.43) Nastja Govejšek (2:02.56) Anja Klinar (2:00.03)                       | 8:02.96 | Q     |     |
| 7    | 2       | 3    | Suécia        | Ida Marko-Varga (2:01.11) Stina Gardell (2:00.81) Louise Hansson (2:01.39) Henriette Stenkvist (2:01.58)           | 8:04.89 | Q     |     |
| 8    | 1       | 4    | Bélgica       | Juliette Casini (2:02.73) Lotte Goris (1:59.47) Camille Bouden (2:04.57) Valentine Dumont (2:00.73)                | 8:07.50 | Q     |     |
| 9    | 1       | 7    | França        | Camille Gheorghiu (2:00.93) Margaux Fabre (2:00.72) Mathilde Cini (2:04.39) Cloé Hache (2:01.47)                   | 8:07.51 |       |     |
| 10   | 2       | 4    | Suíça         | Noemi Girardet (2:01.48) Maria Ugolkova (2:00.28) Martina van Berkel (2:03.55) Danielle Carmen Villars (2:04.60)   | 8:09.91 |       |     |
| 11   | 2       | 5    | Áustria       | Lisa Zaiser (2:02.23) Joerdis Steinegger (2:01.70) Claudia Hufnagl (2:03.61) Julia Kukla (2:02.41)                 | 8:09.95 |       |     |
| 12   | 2       | 1    | Finlândia     | Hanna-Maria Seppälä (2:05.74) Laura Lajunen (2:09.57) Anniina Ala-Seppälä (2:04.57) Aino Otava (2:06.26)           | 8:26.14 |       |     |
| 13   | 2       | 7    | Polónia       | Diana Sokołowska (2:01.49) Paula Żukowska Monika Czerniak Wioletta Orczykowska                                     | DSQ     | DSQ   | DSQ |

### Final
Esse foi o resultado da final. 
| Pos.              | Raia | Nacionalidade | Nadadoras | Tempo   | Notas |
| ----------------- | ---- | ------------- | --- | ------- | ----- |
| Medalha de ouro   | 5    | Hungria       | Zsuzsanna Jakabos (1:58.60) Evelyn Verrasztó (1:58.16) Boglárka Kapás (1:58.22) Katinka Hosszú (1:56.65)      | 7:51.63 |       |
| Medalha de prata  | 4    | Espanha       | Melani Costa (1:58.69) Patricia Castro (1:58.21) Fatima Gallardo Carapeto (1:58.63) Mireia Belmonte (1:57.85) | 7:53.38 |       |
| Medalha de bronze | 3    | Países Baixos | Andrea Kneppers (2:00.19) Esmee Vermeulen (1:58.53) Robin Neumann (1:59.75) Femke Heemskerk (1:55.16)         | 7:53.63 |       |
| 4                 | 2    | Reino Unido   | Jazmin Carlin (1:57.83) Siobhan-Marie O'Connor (1:57.46) Hannah Miley (2:00.04) Georgia Coates (1:58.64)      | 7:53.97 |       |
| 5                 | 6    | Itália        | Alice Mizzau (1:59.02) Erica Musso (1:59.57) Stefania Pirozzi (1:59.82) Federica Pellegrini (1:56.38)         | 7:54.79 |       |
| 6                 | 1    | Suécia        | Sarah Sjöström (1:55.30) Stina Gardell (2:00.59) Louise Hansson (2:00.02) Ida Marko-Varga (1:59.83)           | 7:55.74 |       |
| 7                 | 8    | Bélgica       | Juliette Casini (2:00.82) Lotte Goris (1:59.26) Kimberly Buys (2:01.91) Valentine Dumont (2:00.68)            | 8:02.67 |       |
| 8                 | 7    | Eslovênia     | Janja Šegel (2:00.59) Anja Klinar (1:59.73) Tjasa Pintar (1:59.99) Nastja Govejšek (2:02.87)                  | 8:03.18 |       |

Legenda
| Recorde mundial       | Recorde mundial (World record)               |                       | Recorde africano                      | Recorde africano (African) |                                           | Q | Classificado por posição (Qualified) |
| Recorde do campeonato | Recorde do campeonato (Championship record)  | Recorde da América    | Recorde da América (Americas)         | q                          | Classificado por melhor tempo (Qualified) |   |                                      |
| Melhor marca do ano   | Melhor marca do ano (World leading)          | Recorde asiático      | Recorde asiático (Asian)              | DNS                        | Não largou (Did not start)                |   |                                      |
| Recorde nacional      | Recorde nacional (National record)           | Recorde europeu       | Recorde europeu (European)            | DNF                        | Não terminou (Did not finish)             |   |                                      |
| Recorde pessoal       | Recorde pessoal do atleta (Personal best)    | Recorde da Oceania    | Recorde da Oceania (Oceania)          | DSQ / DQ                   | Desclassificado (Disqualified)            |   |                                      |
| Recorde da temporada  | Recorde da temporada do atleta (Season best) | Recorde sul-americano | Recorde sul-americano (South America) | NM                         | Sem marca (No mark)                       |   |                                      |